# Владимир Вељашевић
Владимир Вељашевић (Смедеревска Паланка, 1969.) српски је сликар, илустратор и педагог.

## Биографија
Владимир Вељашевић је дипломирао 1995. на Факултету ликовних уметности (ФЛУ) у Београду, на графичком одсеку, у класи професора Милета Грозданића. Магистрирао је 1998. код истог професора. Докторске студије завршио је 2015. код професора Жарка Смиљанића. Вељашевићев докторски уметнички пројекат звао се “Ненаративни стрип – примена принципа формалне редукције”.
Запослен је на ФЛУ у Београду, од 1999. као асистент на графичком одсеку. Од 2017. ради у звању редовног професора. Од 2016-2022 био је на положају продекана за наставу ФЛУ.
Вељашевић се бави и илустрацијом и стрипом. Од 2005. сарађује као илустратор са Diplomacy education center – Женева и Малта, на програмима Climate changei Internet-governance.
Излаже од 1993. године. Приредио је преко двадесет самосталних изложби и учествовао на преко 300 колективних изложби. Излагао је на националним и међународним изложбама графике у Јапану, Кини, Кореји, Тајланду, Тајвану, Немачкој, Аустрији, Шведској, Норвешкој, Белгији, Енглеској, Шпанији, Италији, Грчкој, Мађарској, Румунији, Бугарској, Португалији, Канади, Пољској, Чешкој, Словенији, Хрватској, Македонији, Сирији, Финској, Сенегалу, Аустралији, Аргентини, Украjини, Естонији, Турској, Луксембургу, Данској, Бразилу и Француској.
Графике и цртежи му се налазе у Графичкој збирци Музеја савремене уметности у Београду, Графичкој збирци Народног музеја у Београду, збирци графика Сапоро бијенала графике (Јапан), збирци графика Оренсе бијенала графике (Шпанија), збирци графика Каиро бијенала графике (Египат) и графичкој збирци Силпакорн Универзитета, Тајван.
Члан је УЛУС-а од 1996. године.

## Награде
- Политикина награда за ликовну уметност из фонда „Владислава Рибникара“, Београд, 1998.
- Награда Народног музеја на 5. Међународном бијеналу графике у Београду, 2000.
- Награда на 5. Међународном бијеналу графике, Сапоро, 2003.
- Награда за мали формат – Међународна изложба графике, Клуж, 2003.
- Награда на V Тријеналу нетрадиционалне и авангардне графике, Праг, 2006.
- Награда на 5. Међународном бијеналу графике, Египат, 2007.
- Награда на 5. и 6. Међународном салону стрипа у Београду, 2007. и 2008.
- Мали печат Графичког колектива, Београд, 2011.
- Награда УЛУПУДС-а за алтернативно стрип-издање на 63. Сајму књига, Београд, 2018.
- Златна игла, награда УЛУС-а за графику, Београд 2023.

## Аутор књиге
- Слободан пад, 2018.  9788688389150